# Huczwice
Huczwice – nieistniejąca wieś w Polsce położona w województwie podkarpackim, w powiecie leskim, w gminie Baligród u stóp Chryszczatej, na terenie Ciśniańsko-Wetlińskiego Parku Krajobrazowego.
Wieś lokowana na prawie wołoskim w dobrach Balów z Hoczwi. Wieś prawa wołoskiego w latach 1551–1600, położona w ziemi sanockiej województwa ruskiego. Po raz pierwszy wzmiankowana w 1552 r. jako "Oczfficza", liczyła 10 gospodarstw kmiecych.
W połowie XIX wieku właścicielem posiadłości tabularnej w Huczwicach był Henryk hr. Fredro.
W XX wieku Huczwice przyłączono jako przysiółek do Rabego. W 1921 roku wieś liczyła 28 domów i 156 mieszkańców (132 wyznania greckokatolickiego i 24 wyznania mojżeszowego). Po II wojnie światowej mieszkańców wysiedlono, zabudowania zniszczono wraz z drewnianą cerkwią z 1850 roku.
Przez teren Huczwic prowadzi oznakowany szlak z Bystrego na Chryszczatą.